# Mauzoleum Walki i Męczeństwa (Warschau)

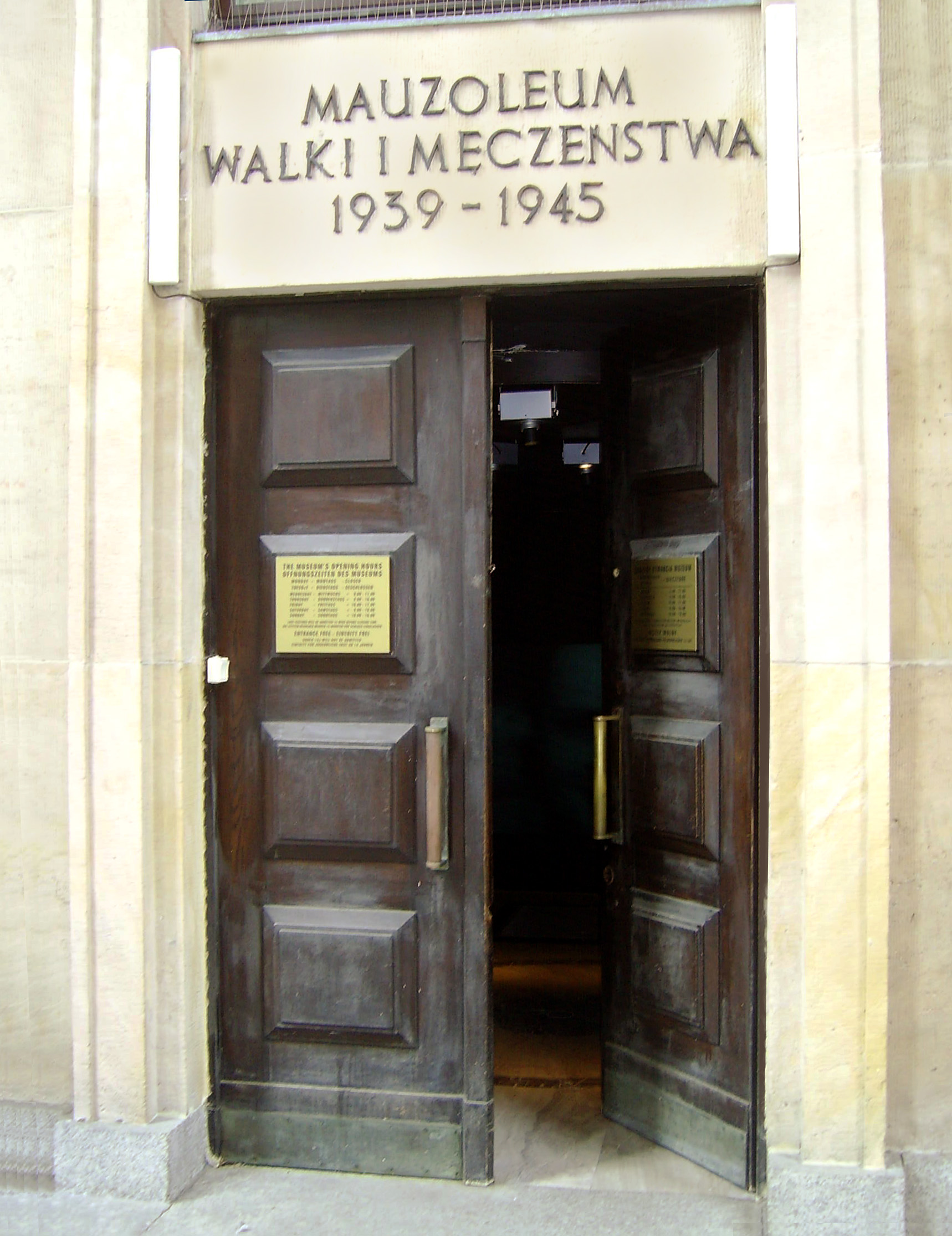
Eingang zum Mahnmal

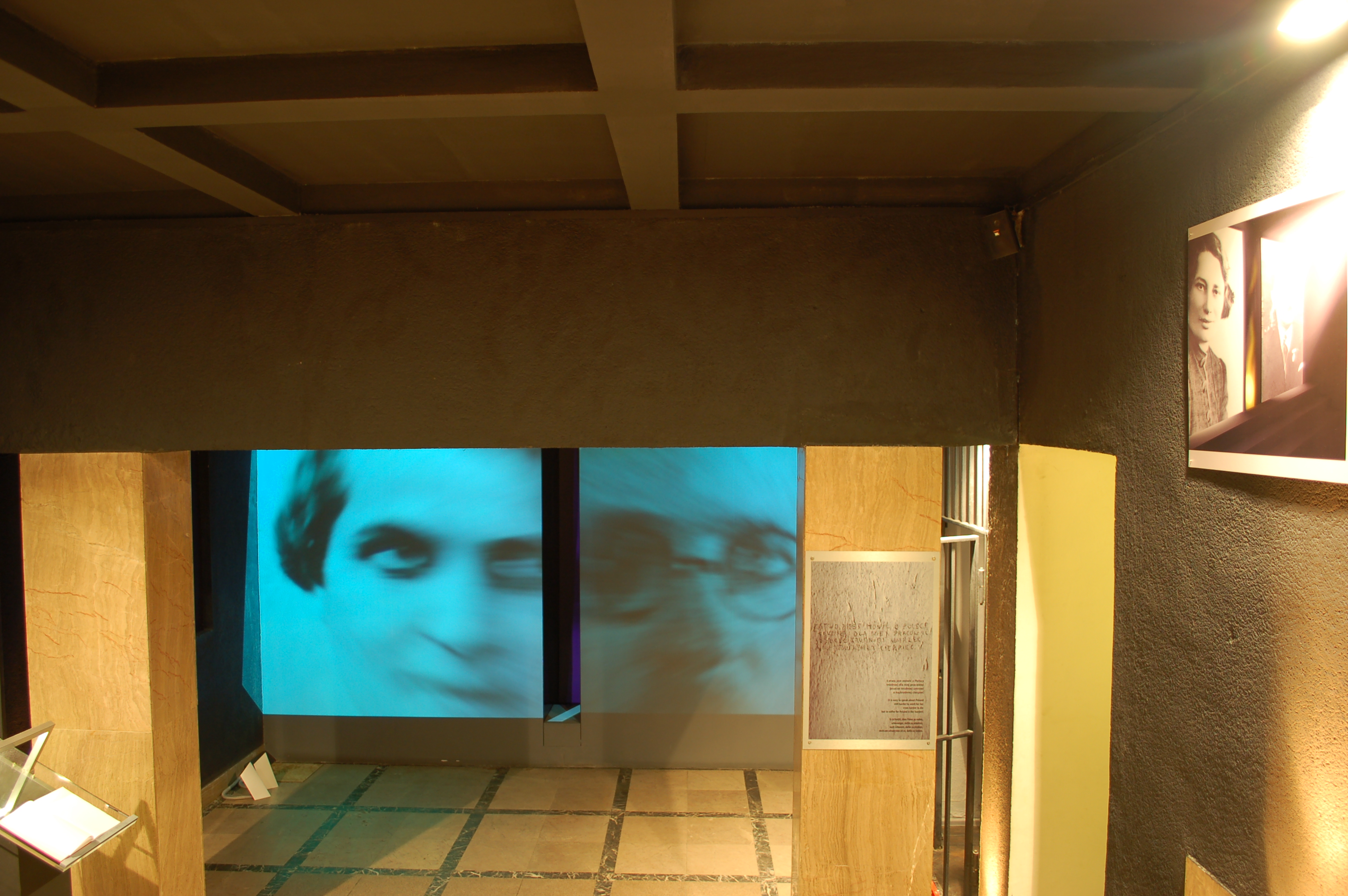
Zugangsbereich zum Untergeschoss mit einer modernen Multimedia-Präsentation

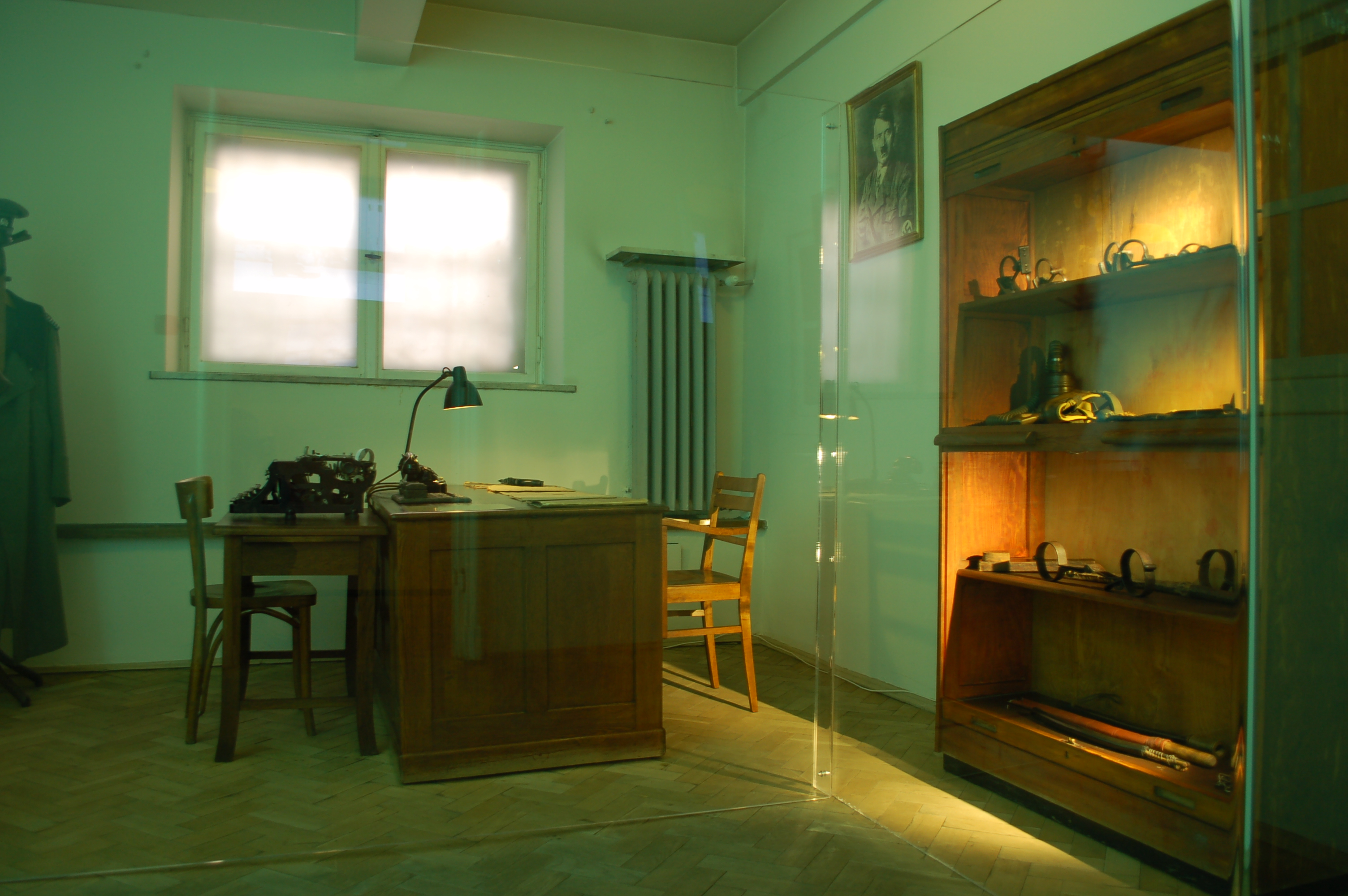
Rekonstruiertes Dienstzimmer des Wachhabenden, häufig Ort von Folterungen

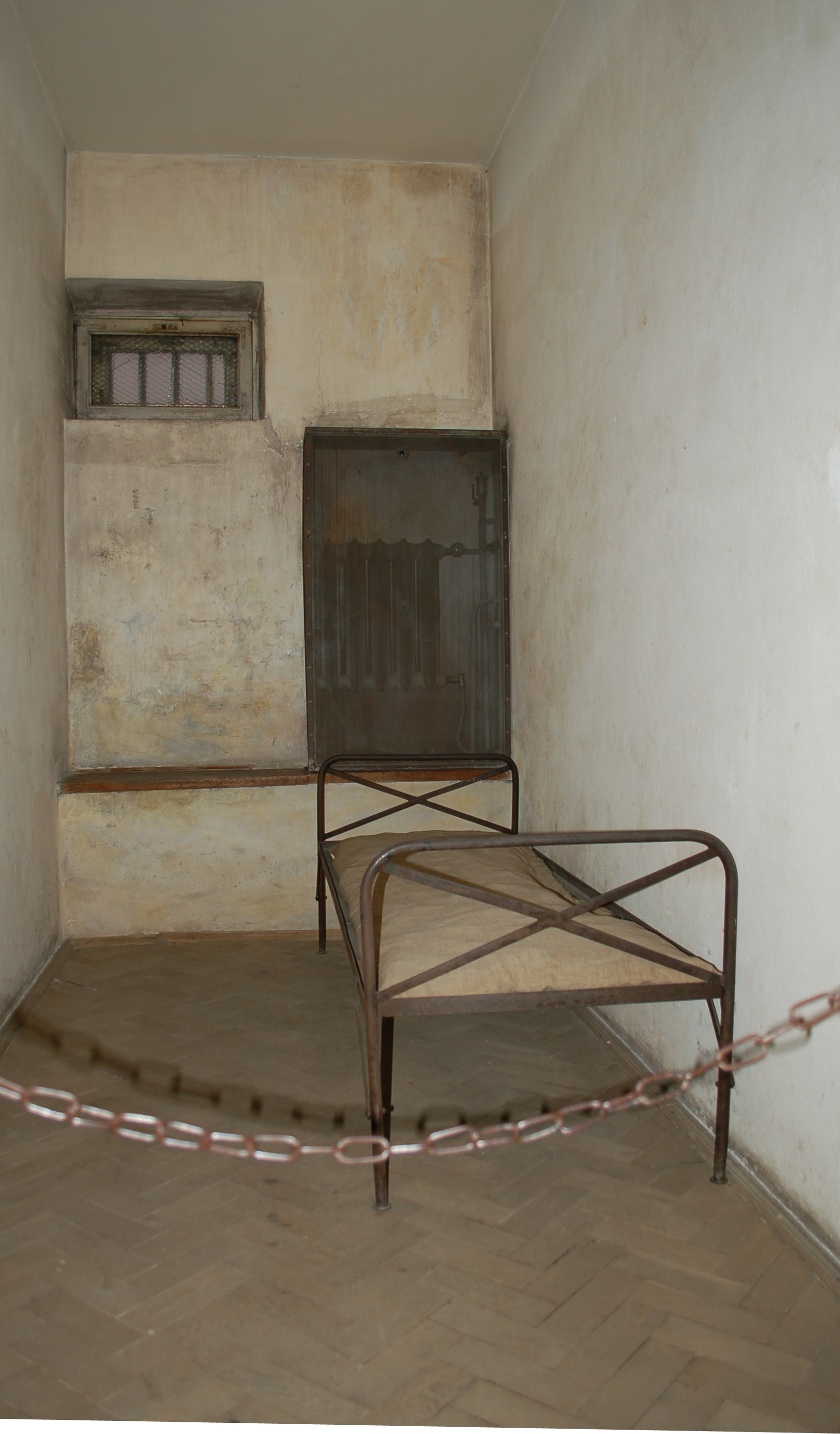
Isolierzelle im Originalzustand

Das Mahnmal des Kampfes und der Leiden (poln. Mauzoleum Walki i Męczeństwa) in Warschau befindet sich in der Aleja Szucha 25 im Keller des ehemaligen Sitzes der Gestapo während der Besatzung Warschaus durch deutsche Truppen im Zweiten Weltkrieg. In dem früheren Gefängnis wird heute der damals Inhaftierten, Gefolterten und Ermordeten gedacht.

## Geschichte
Das Mahnmal wurde im Keller eines monumentalen Ministeriumsgebäudes, das von 1925 bis 1930 nach einem Entwurf von Zdzisław Mączeński im modernistischen Stil errichtet wurde, eingerichtet. Hier befand sich in der Zwischenkriegszeit das Ministerium für Religionsbekenntnisse und Öffentliche Bildung/Aufklärung (poln. Ministerstwo Wyznań Religijnych i Oświecenia Publicznego).
Während der Besatzung Warschaus durch deutsche Truppen wurde in der Anlage das Hauptquartier der Gestapo sowie des SS-Sicherheitsdienstes des Distriktes Warschau eingerichtet. Der Straßenname wurde in Straße der Polizei geändert. Im Untergeschoss des linken (südlichen) Flügels wurde das vormalige Archiv und Zeitschriftenlager des Bildungsministeriums zu einem Untersuchungsgefängnis umgebaut. Dabei entstanden Isolierzellen, Verhörräume und Folterkammern.
Die Einlieferung von Insassen erfolgte meist durch Überweisung vom Pawiak-Gefängnis. In den obenliegenden Büros der Gestapo oder im Kellertrakt wurden diese – zumeist polnischen – Gefangenen verhört. Dabei wurden diverse Foltermethoden angewandt: Schläge, Tritte, Hundebisse, Würgen (auch mittels Einsatzes von Gasmasken), Verbrennungen (mit Zigaretten), Knochenbrechen, Ausreissen von Fingernägeln sowie „Wasserbehandlungen“ (Ertränkungen). Laute Radiomusik übertönte die Schreie der Gefolterten. Mehrere tausend Gefangene wurden im Keller selbst oder in naheliegenden Gehöften (auch in den Trümmern der heutigen Staatskanzlei des Ministerpräsidenten) exekutiert. Die Leichen wurden im Keller des Gebäudes 12/14 verbrannt; hier wurde nach dem Krieg menschliche Asche mit einem Gewicht von 5,6 Tonnen gefunden. Während des Warschauer Aufstandes blieb das Gebäude unter deutscher Kontrolle.
Nach dem Krieg wurde die Straße zunächst in Aleja I. Armii Wojska Polskiego umbenannt. In das Gebäude zog das Ministerium für Volksbildung, später Ministerium für Bildung und Erziehung genannt, ein. Der vormalige Gestapo-Keller wurde in den Nachkriegsjahren als Friedhof behandelt, wenig wurde verändert. Im Jahr 1952 wurde hier das Museum der Polnischen Märtyrertums (poln. Muzeum Martyrologii Polskiej) eröffnet. Es basierte auf einem Entwurf von Franciszek Krzywda-Połkowski. In den 1960er Jahren wurden die über 1.000 Inschriften in den Zellen (Initialen, Namen, Pseudonyme, Kalender, Gebetstexte, Bitten um Benachrichtigung Angehöriger) gesichert und entziffert.

## Mahnmal heute
Das heute im polnischen Bildungs- und Sportministerium in der nun wieder als Aleja Szucha bezeichneten Straße befindliche Mahnmal ist als ein Museum ausgestaltet.
Es wurde mit modernen, multimedialen Kommunikationsmitteln versehen. Es besteht im Wesentlichen aus einem Zellengang mit 10 Isolierzellen, die im Originalzustand erhalten sind und ursprüngliche Inschriften und Einschusslöcher enthalten. Daneben gibt es vier Gemeinschaftszellen, in denen Gefangene auf das Verhör warten mussten. In diesen Zellen sind die Stühle in zwei Reihen hintereinander angeordnet, was zu der Bezeichnung „Straßenbahn“ führte. Das Zimmer des Diensthabenden wurde nach Aussagen Inhaftierter rekonstruiert.
Das Mahnmal gehört zum Warschauer Unabhängigkeitsmuseum.